# Medeklinkermutatie
Een medeklinkermutatie of consonantmutatie is elke klankverschuiving waarbij een medeklinker verandert als gevolg van zijn morfologische en/of syntactische omgeving. De meest voorkomende vormen van medeklinkermutatie zijn lenitie en nasalisatie. Ook fortitie komt af en toe voor.
Oorspronkelijk was lenitie een puur fonetisch verschijnsel; zo treedt het op in een situatie waarin een medeklinker oorspronkelijk volgde op een klinker, terwijl nasaleringen optreden in een situatie waar het voorgaande woord van oorsprong op een nasaal eindigde. Met het analytischer worden van de talen met medeklinkermutatie vielen gaandeweg veel uitgangen weg, waardoor het verschijnsel er een grammaticale functie bijkreeg.
Mutaties kunnen daardoor als een vorm van sandhi gezien worden: verandering aan de grens van twee woorden of morfemen. Weliswaar is de context veelal verdwenen: een van de aangrenzende elementen is dan weggesleten, waardoor de mutatie niet meer direct als grensverschijnsel wordt opgemerkt.

## Medeklinkergradatie
Een aparte vorm van medeklinkermutatie is medeklinkergradatie, waarbij de vorm van medeklinkers varieert binnen een vast patroon. Dit is bijvoorbeeld het geval in het Fins, Estisch en Samisch. Dit verschijnsel wordt beschouwd als een vorm van lenitie en is zowel kwantitatief als kwalitatief van aard; zo geldt het in het Fins voor plosieven [p t k] in de laatste lettergreep van een woordstam en voor een suffix. Geminaten veranderen hier door degeminatie in korte medeklinkers: (tukki : tukin), en korte medeklinkers worden zachter uitgesproken of verdwijnen helemaal (tuki : tuen).
Medeklinkergradatie in deze talen is niet (meer) uitsluitend fonologisch maar ook grammaticaal van aard.

## Keltische talen
In de Keltische talen heeft de mutatie van de beginklank een syntactische functie. Ze geven in veel gevallen aan wat het geslacht en de grammaticale functie van een woord is. Deze mutaties zijn niet in alle Keltische talen hetzelfde en ook de omstandigheden waarin ze optreden, verschillen per taal.
Een voorbeeld van een situatie waarin mutaties optreden in alle Keltische talen die tegenwoordig gesproken worden, is bij het gebruik van bepaalde persoonlijk voornaamwoorden.
| Bretons   | Iers   | Welsh    | Betekenis |
| --------- | ------ | -------- | --------- |
| kazh      | cat    | cath     | een kat   |
| e gazh    | a chat | ei gath  | zijn kat  |
| he c'hazh | a cat  | ei chath | haar kat  |
| o c'hazh  | a gcat | eu cath  | hun kat   |

Een ander voorbeeld zijn de mutaties die optreden bij het lidwoord en bijvoeglijk naamwoord in combinatie met een vrouwelijk zelfstandig naamwoord.
| Bretons      | Iers          | Welsh        | Nederlands     |
| ------------ | ------------- | ------------ | -------------- |
| ar           | an            | y            | de             |
| gwreg        | bean          | gwraig       | vrouw          |
| bras         | mór           | mawr         | groot          |
| ar wreg vras | an bhean mhór | y wraig fawr | de grote vrouw |

Deze mutaties zijn ontstaan doordat de beginklank van een vroegere vorm van het woord oorspronkelijk beïnvloed werd door de eindklank van het voorafgaande woord. Die eindklank is afgesleten, maar de gemuteerde beginmedeklinker is gebleven.
Een voorbeeld van de historische ontwikkeling is het volgende:
| Proto-Keltisch  | Oudiers | Nieuwiers | Nederlands | Mutatie      |
| --------------- | ------- | --------- | ---------- | ------------ |
| *(s)indosxwiros | ind fer | an fear   | de man     | geen mutatie |
| *(s)inda‿bena   | ind ḃen | an bhean  | de vrouw   | lenitie      |

### Iers
Het Iers kent de volgende mutaties: 
- nasalering of eclipsis
- aspiratie, lenitie of soft mutation
- fortitie

Fortitie komt in plaats van lenitie als een woord beginnend met s wordt voorafgegaan door het lidwoord an. Gemakshalve wordt deze mutatie ook lenitie genoemd, omdat ze zich in dezelfde grammaticale context voordoet. 
Bij lenitie in het Iers veranderen plosieven in fricatieven. In de orthografie van het Oudiers wordt dit aangegeven met een puntje boven de letter (sí buailte). In Latijns schrift wordt een h toegevoegd na de betreffende medeklinker.
Bij eclipsis en fortitie wordt de werkelijke klank geschreven vóór de oorspronkelijke letter.
| Ongemuteerd | Geleneerd                           | Genasaleerd |
| ----------- | ----------------------------------- | ----------- |
| p /p/       | ph /f/                              | bp /b/      |
| t /t/       | th /h/                              | dt /d/      |
| c /k/       | ch /x/                              | gc /g/      |
| f /f/       | fh (stil)                           | bhf /w/     |
| b /b/       | bh /w/                              | mb /m/      |
| d /d/       | dh /j/                              | nd /n/      |
| g /g/       | gh /ɣ/                              | ng /ŋ/      |
| s /s/       | sh /h/ (na het lidwoord an: ts /t/) |             |
| m /m/       | mh /w/                              |             |

### Welsh
Het Welsh kent drie beginmutaties: lenitie (treiglad meddal, soft mutation), nasalering (treiglad trwynol, nasal mutation) en spirantmutatie (treiglad llaes, aspirant mutation). Daarnaast treedt er bij de negatie van vervoegde werkwoorden een zogenaamde gemengde mutatie (mixed mutation) op.
| Ongemuteerd | Geleneerd | Genasaleerd | Gespirantiseerd |
| ----------- | --------- | ----------- | --------------- |
| p           | b         | mh /m h/    | ph /f/          |
| t           | d         | nh /n h/    | th /θ/          |
| c /k/       | g         | ngh /ŋ h/   | ch /x/          |
| b           | f /v/     | m           |                 |
| d           | dd /ð/    | n           |                 |
| g           | verdwijnt | ng /ŋ/      |                 |
| m           | f /v/     |             |                 |
| ll /ɬ/      | l         |             |                 |
| rh          | r         |             |                 |

### Bretons
Het Bretons kent vier verschillende mutaties (kemmadurioù): lenitie (of verzachting; blotadur), spirantie (c'hwezhadur), fortitie (of verharding; kaletadur) en gemengde mutaties (kemmadurioù kemmesket). De nasalering is tegenwoordig zeldzaam.
|     | Geleneerd  | Gespirantiseerd | Verhard | Gemengde mutatie |
| --- | ---------- | --------------- | ------- | ---------------- |
| p   | b /b̥/      | f /v̥/           |         |                  |
| t   | d /d̥/      | z /h/ (< */θ/)  |         |                  |
| k   | g /ɡ̊/      | c'h /x/         |         |                  |
| b   | v          |                 | p /p̎/   | v                |
| d   | z (< */ð/) |                 | t /t͈/   | t /t͈/            |
| g   | c'h /ɣ/    |                 | k /k͈/   | c'h /ɣ/          |
| gw  | w          |                 | kw      | w                |
| m   | v          |                 |         | v                |
| f   | f /v̥/      |                 |         |                  |
| s   | s /z/      |                 |         |                  |
| ch  | ch [ʒ]     |                 |         |                  |
| c'h | c'h /h/    |                 |         |                  |

## Gronings-Oostfries
Dit fenomeen komt ook in bepaalde Nederduitse dialecten voor, namelijk het Gronings en het Oost-Fries. Het woord kaant 'kant, zijde' kan veranderen in kaante, waarbij de t-uitspraak in een d verandert, waardoor men krijgt kaande. Dit verschijnsel komt onder andere voor in het Veenkoloniaals en het Reiderlands. In het westelijke Reiderlands, dus in Nederland, vindt deze mutatie niet plaats. Daar zegt men (zoals in onderstaande voorbeelden) klompe, tìnte en kìrke, maar wel schaanze.
| Ongemuteerd | Gemuteerd            | Voorbeeld        |
| ----------- | -------------------- | ---------------- |
| p           | b                    | klomp-klombe     |
| t           | d                    | tìnt-tìnde       |
| k           | g (Duitse uitspraak) | kìrk-kìrge       |
| s           | z                    | schaans-schaanze |